# Balthasar Brunner
Balthasar Brunner (* 27. Dezember 1540 in Halle; † 1610 ebenda) war ein deutscher Arzt und Autor medizinischer Schriften. Er diente als Stadtarzt in Halle und Leibarzt der Fürsten von Anhalt.

## Leben und berufliche Laufbahn
Brunner begann sein Studium 1563 in Erfurt und setzte es in Leipzig und Wittenberg fort. Er promovierte 1576 in Basel und bereiste anschließend mehrere europäische Länder. 1577 übernahm er die Stelle des Stadtarztes in Halle, wo er in der Großen Märkerstraße Nr. 6 und später Nr. 10 wohnte. In seinen medizinischen Überlegungen stellte er, ähnlich wie sein Zeitgenosse Salomon Alberti, die Theorie auf, dass epidemischer Landskorbut durch neblige Luft verursacht werden könnte. Diese Annahme führte dazu, dass er weitere Krankheitsbilder, die ähnliche Symptome zeigten, unter dem Begriff Landskorbut zusammenfasste.
1580 veröffentlichte er eine bedeutende Schrift über die Pest und diente bis 1591 als Leibarzt der Anhaltiner Fürsten, darunter Joachim Ernst, Johann Georg, Christian und August, wobei er die medizinische Versorgung der fürstlichen Familie verantwortete. Im Jahr 1591 kehrte er als Stadtarzt nach Halle zurück. 
Im Jahr 1600 nahm Balthasar Brunner den späteren Stadtarzt in Freiberg, Daniel Thorschmidt, nach dessen Promotion in seine Praxis auf und übernahm dessen weitere Ausbildung.
1601 stiftete er eine Tür an der Moritzkirche als Zeichen des Dankes dafür, dass er auf Kirchengrund eine Siedepfanne errichten durfte. Die Tür, die heute noch erhalten ist, ziert die Wappen von ihm und seiner Frau. Bereits 1576 war Brunner Eigentümer von zwei Salzquellen geworden. Ein Jahr später kam eine Siedekothe hinzu, also eine Einrichtung zur Salzgewinnung, in der Siedepfannen zur Verdampfung der Sole verwendet wurden.
Brunner verstarb im Jahr 1610 in Halle.

## Familie
Balthasar Brunner heiratete 1577 Martha Laurea, die Tochter des Hallenser Arztes und Leibarztes Georg Laurea, der auch Kontakte zur sächsischen Kurfürstin Anna unterhielt. Aus dieser Ehe ging die Tochter Martha (* 1587) hervor, die 1606 Laurentius Hoffmann heiratete, ebenfalls ein kursächsischer Leibarzt und späterer Stiefsohn Brunners.
1596 vermählte sich Brunner in zweiter Ehe mit Elisabeth († 1633), der Tochter von Wolfgang Holzwirth (* 1522) und Catharina Klinger († 1580) sowie Witwe des Hallenser Apothekers Lorenz Hoffmann. Der erste Ehemann seiner zweiten Frau war Stammvater einer Ärztefamilie, die über mehrere Generationen wichtige medizinische Positionen innehatte, darunter Lorenz Hoffmann als kursächsischer Leibarzt und später Friedrich Hoffmann als königlich-preußischer Leibarzt und Medizinprofessor in Halle.
Brunner hatte elf Kinder, von den 6 Kindern aus der ersten Ehe überlebten ihn vier und von den fünf Kindern aus der zweiten Ehe überlebten ihn drei.

## Werke
Zwei Jahre nach Balthasar Brunners Tod im Jahr 1610 erschien in Halle eine Sammlung seiner Aufsätze, von denen drei ins Deutsche übersetzt worden waren, was seine posthume Bedeutung unterstreicht. Sein Schwiegersohn Lorenz Hoffmann veröffentlichte 1617 verschiedene medizinische Rezepte Brunners. Diese Sammlung, die den fünf Anhaltiner Fürsten gewidmet war, beinhaltete auch Widmungen zahlreicher Ärzte und Medizinprofessoren aus Leipzig, Wittenberg und Jena. In der Einleitung wurde Brunner als „Med. et cheir. Doctor“ erwähnt, was auf seine Tätigkeit als Arzt hinweist.